# Znak města Brna
Znak Brna, českého krajského a statutárního města v Jihomoravském kraji, je tvořen štítem se čtyřmi stříbrno-červenými pruhy v poměru šířek 1:2:2:2.
Znak není uveden v Registru komunálních symbolů. Tam je uvedena pouze brněnská vlajka.
Jeho nejstarší vyobrazení na pečeti pochází z roku 1315, čímž se řadí k nejstarším městským znakům v Česku.

## Historie
Znakem města Brna je od roku 1315, tj. cca 70 let po tom, kdy český král Václav I. povýšil Brno na město (1243) a uznal tím v tu dobu již reálný fakt, že Brno se stalo jedním z center přemyslovské moci na Moravě, gotický štít s červeno-stříbrným pruhováním, přičemž počet těchto pruhů se postupem doby ustálil na počtu čtyř pruhů, kdy první je odshora pruh stříbrný, pod ním pruh červený, poté opět stříbrný a spodek štítu je opět červený. Počet pruhů, stejně jako jejich šířka, se ustálil až postupem času a lze se setkat s různými variantami. Před tím město Brno používalo pečeť s obrazem tří věží s hradbami, se zavřenou branou a štítem s dvouocasým lvem.
Původ brněnského znaku je poměrně nejasný. Klasická erbovní pověst k brněnskému znaku neexistuje, přesto se však znak Brna spojuje s vpádem Mongolů do střední Evropy v roce 1241, kdy se tito obávaní nájezdníci dostali až do zemích Koruny české; předpokládá se, že znak Brna je odměnou za statečný čin některého z Brňanů, kteří sloužili v královsko-císařském vojsku, jež se utkalo s Mongoly v bitvě u Lehnice. Existuje také možnost toho výkladu, že některé části mongolské armády pronikly až na Moravu a právě brněnské oddíly nebo samotné Brno se těmto oddílům ubránilo.
Alternativní teorie vychází z pruhů na městském znaku, kdy se má za to, že znak představuje soutok řek Svitavy a Svratky, a protože je Svitava svou mohutností vůči Svratce zhruba poloviční, je na znaku města horní stříbrný pruh poloviční oproti spodnímu. Červené pruhy symbolizují město Brno jako rozdělovatele těchto řek, které se stékají na jih od města.
Jak je zmíněno výše, podoba znaku se v průběhu doby měnila. První doložené záznamy ze středověku ukazují obvykle znak v moderní podobě, což je patrné na kresbě z roku 1477. Kolem roku 1509 se objevuje velmi vzácná varianta, která se skládala z dvou červených pruhů a jednoho zlatého uprostřed a která je odrazem polepšení moravského znaku z roku 1462 (změna stříbrno-červeného šachování orlice na zlato-červené).[zdroj⁠?!] Vazba rukopisu z roku 1509 na obdélníkové miniatuře barevně zachycuje nejstarší dochované vyobrazení praporu města Brna. Uprostřed se nachází a pozornost přitahuje znak města (s damaskováním): stříbrné temeno (neboli hlava) štítu a stříbrné břevno v červeném štítě, který přidržují štítonoši (dva ozbrojenci). Dělení štítu znaku odpovídají i bílé a červené pruhy na jimi držených brněnských praporcích barevně shodných se štítem.
Za úspěšné ubránění se Švédům byl znak města Brna polepšen o císařského dvouhlavého orla a iniciálami F III., které symbolizovaly císaře Ferdinanda III., který brněnský znak polepšil. Tento erb platný od roku 1646 však měl tinktury středečního štítku otočené, místo stříbrné hlavy měl stříbrnou patu, zcela nahoře bylo červené pole (v 19. století byl středeční štítek zobrazován podle erbu před rokem 1646). K další změně městského znaku, která platí doposud, došlo za první republiky.

## Užívání
Znak města Brna je od poslední správní reformy členění města Brna ze dne 24. listopadu 1990 symbolem statutárního města Brna, které v sobě zastřešuje 29 městských částí, jež mají své vlastní znaky. Znak je též možno spatřit na propagačních materiálech města Brna a byla jím označena všechna vozidla městské hromadné dopravy. Velký pylon se znakem města a nápisem Brno se nachází na příjezdu do Brna směrem od Svitav u staré silnice přes Českou.
Z městského znaku vychází také oficiální vlajka města Brna.